# Sicherheitsdienst
Sicherheitsdienst (tiếng Đức của "Cục An ninh", viết tắt SD) là một cơ quan thuộc lực lượng SS của Đức Quốc xã. SD là một tên tắt đã gây kinh hoàng cho nhiều người Đức và sau đấy là cho dân cư các vùng bị quân đội của Adolf Hitler chiếm đóng. Từ năm 1944, SD nắm luôn ngành Quân báo.
Khởi đầu do Heinrich Himmler thành lập năm 1932 như là bộ phận tình báo của SS, và do Reinhard Heydrich được Himmler bổ nhiệm làm chỉ huy trưởng, chức năng của SD là rình rập đảng viên và báo cáo hành động khả nghi. Năm 1938, một luật mới giao nhiệm vụ cho SD bao trùm cả Đế chế thứ Ba.
Dưới bàn tay lão luyện của Heydrich, cựu sĩ quan quân báo trong hải quân, chẳng bao lâu SD giăng lưới hoạt động toàn quốc, sử dụng 100.000 người làm mật báo viên bán thời gian. Những người này nhận chỉ thị theo dõi dân chúng và báo cáo bất cứ biểu hiện lớn nhỏ cho thấy sự chống đối chế độ. Không một ai – nếu không phải là điên rồ – nói và làm điều gì có thể bị ghép là "chống Quốc xã" mà không kiểm tra trước liệu lời nói có bị thu âm lén hoặc bị nghe trộm hay không. Người dân không biết được liệu người con, hoặc người cha, người vợ, anh em họ, bạn thân, người chủ hoặc thư ký là mật báo viên cho SD hay không, và tốt hơn là không nên tin ai cả.
Nhân viên mật thám làm việc toàn thời gian cho SD có lẽ không bao giờ quá 3.000 trong thập niên 1930. Phần lớn bọn họ được tuyển dụng từ giới trí thức không thể tìm việc làm thích hợp hoặc không có chỗ ổn định trong xã hội bình thường. Vì thế, trong số những điệp viên chuyên nghiệp này luôn luôn có bầu không khí thông thái rởm. Tuy thế, người nước ngoài khó mà tiếp xúc với họ, dù Heydrick thỉnh thoảng xuất hiện trong một hộp đêm ở Berlin.

## Rình rập việc bỏ phiếu
Một trong những nhiệm vụ của SD là tìm xem ai đã bỏ phiếu chống lại ý muốn của Hitler trong những cuộc trưng cầu dân ý. Trong số tài liệu được đưa ra trước Tòa án Nürnberg có một báo cáo mật của SD về việc theo dõi cuộc trưng cầu dân ý ngày 10 tháng 4 năm 1938. Theo báo cáo này, hội đồng bầu cử ghi bằng sữa vào mặt sau của các lá phiếu một số thứ tự, và trong cuộc bỏ phiếu họ phát các lá phiếu theo số thứ tự, và ghi lại tên người bỏ phiếu. Vì thế, sau đấy có thể tìm ra lá phiếu chống đối là của ai.

## "Đêm Thủy tinh"
SD can dự vào "Đêm thủy tinh" vào đêm 9 tháng 11 rạng sáng 10 tháng 11 năm 1938, là một đêm kinh hoàng trên toàn nước Đức. Giáo đường, nhà ở và cửa hàng của người Do Thái bị đốt cháy, một số đàn ông, phụ nữ và trẻ em Do Thái bị sát hại trong khi cố thoát ra khỏi ngọn lửa.
Một hệ lụy của biến cố này là việc loại trừ người Do Thái ra khỏi nền kinh tế của Đức, chuyển mọi cơ sở kinh doanh và tài sản, kể cả nữ trang và tác phẩm nghệ thuật, vào tay người Aryan với ít đền bù qua trái phiếu để người Do Thái có thể sử dụng tiền lãi nhưng không thể rút tiền vốn. Một ủy ban đã xem xét việc loại người Do Thái ra khỏi trường học, khu nghỉ dưỡng, công viên...

## Ngụy tạo Ba Lan tấn công Đức
SD thực hiện công tác ngụy tạo việc quân đội Ba Lan "tấn công" Đức để Quốc xã có cớ xâm lăng Ba Lan. Chính Heydrich chọn Alfred Naujocks, một thứ găng-tơ tri thức. Anh này đã theo học ngành kỹ thuật tại Đại học Kiel, nơi anh ta tham gia xô xát với người chống Quốc xã; có lần bị người Cộng sản đánh vỡ mũi. Anh gia nhập lực lượng SS năm 1931 và được điều đến lực lượng SD khi lực lượng này ra đời. Chính Naujocks tham gia trong chiến dịch cải trang binh sĩ Đức trong quân phục bộ đội biên phòng Hà Lan và Bỉ vào tháng 5 năm 1940. Trong giai đoạn đầu của Thế chiến II, Naujocks chỉ huy một bộ phận của SD làm hộ chiếu giả để phục vụ việc thả tiền giả của Anh trên đất Anh.
Ngày 19 tháng 10 năm 1944, Naujocks đào ngũ qua quân Mỹ, và năm sau tại Nürnberg viết một số bản cung khai có tuyên thệ, có một bản kể lại việc anh ta tham gia vào cuộc tấn công giả tạo.
Khoảng ngày 10 tháng 8 năm 1939, Chỉ huy trưởng SD Heydrich đích thân ra lệnh tôi giả tạo một cuộc tấn công vào đài truyền thanh ở Gleiwitz, gần biên giới Ba Lan, để tạo vẻ lực lượng tấn công là quân đội Ba Lan. Heydrich nói: "Cần có chứng cứ về cuộc tấn công của Ba Lan để cung cấp cho báo chí nước ngoài cũng như cho hệ thống tuyên truyền của Đức"...
Chỉ thị cho tôi là chiếm lấy đài truyền thanh trong một thời gian để một người Đức nói tiếng Ba Lan truyền một bài phát biểu bằng tiếng Ba Lan. Heydrich bảo tôi rằng bài phát biểu phải nói đã đến lúc cho cuộc xung đột giữa Đức và Ba Lan... Heydrich cũng nói với tôi rằng Đức sẽ tấn công Ba Lan trong vài ngày.
Tôi đi đến Gleiwitz và chờ đợi ở đây trong 14 ngày... Giữa các ngày 25-31 tháng 8, tôi đến gặp Heinrich Mueller, chỉ huy Mật vụ. Trước mặt tôi, Mueller thảo luận với một người tên Mehlhorn về kế hoạch cho một biến cố khác ở biên giới, trong đó giả tạo ra vụ binh sĩ Ba Lan tấn công Đức... Mueller nói ông có 12, 13 phạm nhân sẽ mặc quân phục Ba Lan và để cho nằm chết ở hiện trường, cho thấy họ đã bị bắn chết khi tấn công. Họ sẽ bị một bác sĩ của Heydrich chích thuốc cho chết. Họ cũng bị bắn để tạo ra vết thương. Sau khi vụ việc xảy ra, báo chí và những người khác sẽ được đưa đến xem...
Mueller bảo tôi là Heydrich chỉ thị ông ta điều các tội phạm cho tôi sử dụng ở Gleiwitz...

## Bắt cóc và nổ bom
Buổi tối 8 tháng 11 năm 1939, mười hai phút sau khi Hitler chấm dứt bài diễn văn hàng năm – lần này ngắn hơn các năm trước – tưởng niệm vụ Đảo chính Nhà hàng bia ở München, một quả bom phát nổ sau khán đài ở một nhà hàng bia, khiến 7 người thiệt mạng và 63 người bị thương. Lúc ấy, tất cả nhân vật quan trọng của Quốc xã đã vội vã rời khỏi khu vực theo sau Hitler, dù mỗi năm trước họ đều nán lại uống bia mà cùng với chiến hữu cũ hồi tưởng lại vụ bạo loạn năm xưa.
Sáng hôm sau, chỉ duy nhất tờ báo của Quốc xã đưa tin Mật vụ Anh, và ngay cả Thủ tướng Anh Neville Chamberlain, đã chủ mưu vụ ám sát.
Đức đã tạo ra chứng cứ. Vài giờ sau khi bom nổ, chỉ huy trưởng SS và Mật vụ Heinrich Himmler nhân danh Hitler để ra lệnh cho Walter Schellenberg, một trong những nhân viên SS đang lên, ngày hôm sau vượt biên giới qua Hà Lan để bắt cóc hai nhân viên mật vụ Anh mà Schellenberg có quan hệ.
Lệnh của Himmler dẫn đến một trong những sự kiện lạ kỳ nhất trong cuộc chiến. Trong hơn một tháng nay, Schellenberg có quan hệ với hai nhân viên tình báo Anh ở Hà Lan: Đại úy S. Payne Best và Thiếu tá R.H. Stevens. Đối với họ, Schellenberg giả danh là "Thiếu tá Schaemmel" ở Bộ Tổng tham mưu thuộc nhóm chống đối Hitler (Schellenberg lấy tên thật của một thiếu tá còn sống) và tạo ra một câu chuyện đáng tin là tướng lĩnh Đức đang quyết tâm lật đổ Hitler. Ông nói rằng các tướng lĩnh cần được Anh đảm bảo sẽ đối xử công bằng với chế độ mới. Vì lẽ phía Anh đã nghe những câu chuyện tương tự, họ muốn thiết lập mối quan hệ mật thiết với "Thiếu tá Schaemmel." Best và Stevens cung cấp cho ông một máy thu phát sóng; sau đấy là nhiều cuộc liên lạc vô tuyến và gặp gỡ ở nhiều thị trấn ở Hà Lan. Đến ngày 7 tháng 11, hai nhân viên tình báo Anh mang đến cho "Schaemmel" bản văn từ London phác thảo những điều kiện chung chung làm cơ sở cho nền hòa bình dưới chế độ mới. Hai bên hẹn nhau là "Schaemmel" sẽ dẫn một vị tướng Đức đến để bắt đầu những cuộc đàm phán. Cuộc họp này được ấn định vào ngày 9 tháng 11.
Lúc ấy, mục đích của mỗi bên là rõ ràng. Phía Anh muốn liên lạc trực tiếp với nhóm chống đối Hitler nhằm khuyến khích và hỗ trợ họ. Himmler muốn tìm hiểu qua phía Anh những ai nằm trong nhóm chống đối và mối quan hệ giữa họ với kẻ thù là như thế nào. Hiển nhiên là Himmler và Hitler đã nghi ngờ vài tướng lĩnh cũng như vài sĩ quan ở Cục Quân báo. Nhưng vào đêm 8 tháng 11, họ có một mục đích mới: bắt cóc hai nhân viên tình báo Anh này và tố cáo họ đã cho nổ bom!
Một nhân viên quen thuộc bây giờ xuất hiện. Alfred Naujocks, người đã giả tạo "cuộc tấn công của Ba Lan" vào đài truyền thanh Đức, chỉ huy một toán SD hung tợn để trợ giúp Schellenberg trong vụ bắt cóc. Công việc tiến hành suôn sẻ. Thế là, vào ngày 21 tháng 11, Himmler thông báo với công luận rằng âm mưu ám sát Hitler đã được làm rõ: do sự xúi dục của hai nhân viên tình báo Anh – Best và Stevens – bị bắt ở "biên giới Hà Lan-Đức." Kẻ chủ mưu được cho là Georg Elser, một đảng viên Cộng sản ở München.
Nhưng Himmler đạt được mục đích: thuyết phục người Đức cả tin rằng chính phủ Anh cố thắng cuộc chiến bằng cách ám sát Hitler và những nhân vật thân cận của ông.
Ai đã thật sự chủ mưu vụ nổ bom thì không bao giờ được làm rõ. Elser là người có trí thông minh hạn chế nhưng khá thành thật. Dĩ nhiên ông không gặp Best và Stevens trước vụ mưu sát, nhưng khi bị nhốt trong trại tập trung, ông kể lại cho Best nghe vụ việc – tuy không hợp lý hẳn.
Elser cho biết đã được gọi lên văn phòng chỉ huy trại và được hai người lạ mặt giải thích rằng cần trừ khử vài kẻ phản phúc với Hitler bằng cách cho nổ một quả bom ngay sau khi Hitler đọc xong bài diễn văn. Vì lẽ Elser là thợ mộc, điện và hàn lành nghề, hai người đề nghị Elser làm việc này. Nếu ông chịu làm, họ hứa sẽ thu xếp cho ông trốn qua Thụy Sĩ cùng một số tiền lớn để có cuộc sống thoải mái ở đấy. Để chứng tỏ họ nghiêm túc, Elser được hưởng chế độ đặc biệt: thức ăn ngon, quần áo dân sự, thuốc lá đầy đủ (Elser nghiện nặng thuốc lá) và dụng cụ nghề mộc. Nơi đây, Elser lắp đặt một quả bom thô sơ nhưng có cơ chế đồng hồ để định giờ nổ và cũng có thể cho nổ bằng công-tắc điện. Rồi ông được dẫn đến hiện trường để đặt quả bom vào một cây cột dưới tầng hầm của nhà hàng bia.
Buổi tối 8 tháng 11, trong khoảng thời gian quả bom được định giờ cho nổ, Elser được dẫn đi đến biên giới Thụy Sĩ, được trao một số tiền và – điều này là lạ lùng nhất – một bức ảnh tầng hầm của nhà hàng bia với cây cột nơi gài quả bom. Nhưng thay vì được dẫn qua biên giới, ông bị Mật vụ bắt giữ, cùng với bức ảnh và mọi thứ khác. Rồi Mật vụ thuyết phục ông nên cáo giác Best và Stevens trong phiên tòa sắp đến.
Sau đấy, trong trại tập trung Dachau, Elser kể câu chuyện tương tự cho Mục sư Niemöller nghe, và ông này tin rằng vụ nổ bom là do Hitler ngụy tạo. Tuy nhiên, Gisevius khai trước Tòa án Nürnberg rằng Elser thật sự muốn ám sát Hitler. Không hề có phiên tòa xử vụ việc. Chỉ sau này, người ta mới biết Himmler không dám tổ chức phiên tòa. Và cũng sau này, người ta mới biết Elser tiếp tục bị giam trong trại tập trung, nhưng được đối xử tử tế, hiển nhiên là do lệnh trực tiếp của Hitler. Nhưng Himmler canh giữ ông nghiêm nhặt cho đến phút cuối; để ông ta sống sót mà kể lại vụ việc thì không ổn. Ít lâu trước khi chiến tranh kết thúc, ngày 16 tháng 4 năm 1945, Mật vụ thông cáo rằng Georg Elser bị giết trong một cuộc thả bom của Đồng minh vào ngày trước. Bây giờ, người ta biết rằng Mật vụ đã sát hại ông.

## Hành quyết tù binh chiến tranh
Đối với hàng triệu tù binh chiến tranh, việc sử dụng họ làm công nhân nhà máy hoặc làm khổ sai chiến trường là nỗi lo lắng nhẹ nhất. Điều quan trọng nhất đối với họ là sống sót cho đến sau chiến tranh. Nếu họ là người Nga thì cơ may rất ít. Số tù binh người Nga là khoảng 3,8 triệu trong tổng số tù binh khoảng 5,75 triệu người. Khi Đồng minh giải thoát các trại tù binh vào năm 1945, chỉ còn khoảng một triệu người còn sống. Khoảng một triệu người được thả tự do hoặc được phép làm việc trong những đơn vị tập thể cho Quân đội Đức thành lập. Hai triệu người Nga chết trong các trại tù binh của Đức – do đói khát, giá lạnh và bệnh tật. Người ta không bao giờ biết gần hai triệu người Nga còn lại sống chết ra sao, và tại Tòa án Nürnberg có ý kiến cho rằng phần lớn đã chết vì những lý do nêu trên hoặc bị lực lượng SD hành quyết.
Otto Ohkendorf, một trong những tên sát nhân khét tiếng nhất của SD tiết lộ trong một bản cung khai:
Mọi người Do Thái và quan chức của Liên Xô bị mang ra khỏi trại tù binh và bị hành quyết. Theo tôi được biết, hành động này được thực hiện khắp cả chiến dịch Liên Xô.
Đôi lúc phi công bị bắt được chuyển cho binh sĩ SD cho việc mà đặc ngữ Quốc xã gọi là "đối xử đặc biệt." Khoảng 47 phi công Mỹ, Anh và Hà Lan, đều là sĩ quan, bị hành quyết một cách tàn nhẫn tại trại tập trung Mauthausen vào tháng 9 năm 1944. Một nhân chứng, người Pháp Maurice Lampe bị giam giữ trong trại, mô tả trước Tòa án Nürnberg:
Bốn mươi bảy sĩ quan đi chân đất bị dẫn đến mỏ đá... Ở bậc thang dưới cùng, lính gác chất đá lên lưng họ và họ phải mang lên phía trên. Trong chuyến đầu họ mang đá nặng khoảng 30 kí-lô và bị đánh đập... Trong chuyến thứ hai, đá nặng hơn, và người nào gục xuống dưới sức nặng đều bị lính canh đá và đánh bằng dùi cui... đến tối hai mươi mốt tử thi nằm la liệt dọc con đường. Hai mưoi sáu người khác chết vào sáng hôm sau.
Đấy là cách thức "hành quyết" thông thường tại Mauthausen và được áp dụng cho nhiều tù binh Nga cũng như một số người khác.
Khoảng mười lăm người của nhóm đặc mệnh quân sự Anh-Mỹ – kể cả một phóng viên chiến tranh của hãng thông tấn Associated Press – tất cả đều mặc quân phục, nhảy dù xuống Slovakia vào tháng 1/1945. Họ bị hành quyết ở trại tập trung Mauthausen theo lệnh của TS. Ernst Kaltenbrunner, người kế nhiệm Heydrich đứng đầu lực lượng SD và bị tòa án quân sự của Mỹ xử tử hình. Nếu không nhờ lời khai của một phụ tá chỉ huy đã chứng kiến vụ hành quyết, vụ việc đã không được đưa ra ánh sáng.

## "Lệnh Đêm đen và Sương mù"
Trong số những tội ác chiến tranh mà trước Tòa án Nürnberg Tướng Keitel khai đã thi hành theo lệnh của Hitler, "tệ hại nhất trong tất cả" là "Lệnh Đêm đen và Sương mù." Himmler ban hành lệnh kinh tởm này vào ngày 7 tháng 12 năm 1941, để nhắm vào những dân thường không may trên những vùng miền Tây bị chiếm đóng. Như cái tên kỳ dị cho thấy, mục đích của lệnh này là bắt giữ "người nguy hại đối với an ninh của Đức" nhưng không hành quyết ngay, mà khiến cho họ mất tung tích trong đêm đen và sương mù ở một vùng hẻo lánh nào đấy trên đất Đức. Gia đình nạn nhân không hề nhận được tin tức gì về số phận của họ, ngay cả nơi chôn xác.
Ngày 12 tháng 12 năm 1941, Keitel ra một chỉ thị làm rõ lệnh của Hitler: "Trên nguyên tắc, hình phạt cho những tội trạng chống nhà nước Đức là tử hình." Tuy nhiên nếu tuyên án tù, ngay cả tù khổ sai hoặc chung thân, cho những tội trạng này sẽ bị xem là dấu hiệu của sự yếu đuối. Chỉ có thể răn đe được hiệu quả qua án tử hình hoặc qua những biện pháp theo đấy thân nhân của can phạm và dân chúng không biết số phận của anh ta."
Tháng 2, 1942, Keitel mở rộng Lệnh Đêm đen và Sương mù. Trong trường hợp không tuyên án tử hình trong vòng tám ngày sau khi bắt giữ:
phải bí mật chuyển tù nhân đến Đức... những biện pháp này sẽ có hiệu lực răn đe bởi vì
(a) tù nhân sẽ biến mất mà không để lại dấu tích gì,
(b) không đưa tin tức gì về nơi chốn hoặc số phận của họ.
Lực lượng SD được giao thi hành nhiệm vụ khủng khiếp này, và hồ sơ của họ tịch thu được chứa đầy những lệnh về "NN" (theo chữ Đức Nacht und Nebel – Đêm đen và Sương mù), đặc biệt khi giữ tuyệt đối bí mật nơi chôn xác nạn nhân. Tòa án Nürnberg không thể làm rõ bao nhiêu người đã mất dấu tích trong "Đêm đen và Sương mù" nhưng xem dường rất ít người thoát chết khi bị ghép vào trường hợp này.

## "Đội Đặc nhiệm"
Hồ sơ của SD còn thể hiện vài con số khác liên quan đến nạn nhân của tấn trò khủng bố ở Liên Xô, phụ trách bởi các Đội Đặc nhiệm (Einsatzgruppen) mà theo cách họ làm phải gọi là "Đội Thủ tiêu" thì đúng hơn. Con số đầu tiên được tiết lộ một cách cách tình cờ tại Tòa án Nürnberg.
Trước khi phiên tòa nhóm họp, Thiếu tá Whitney R. Harris của phía công tố Mỹ thẩm vấn Otto Ohlendorf về những hành động trong chiến tranh của anh này. Trong những năm cuối cùng của cuộc chiến Ohlendorf làm chuyên gia ngoại thương tại Bộ Kinh tế. Anh ta khai rằng ngoài một năm, thời gian còn lại anh làm việc ở Berlin. Khi được hỏi đã làm gì trong một năm này, anh đáp "Tôi cầm đầu Đội Đặc nhiệm D."
Là một luật sư và làm tình báo về những sự vụ Đức, lúc này Harris đã biết được ít nhiều về các Đội Đặc nhiệm. Thế nên, ông hỏi ngay:
"Trong năm cầm đầu Đội Đặc nhiệm D, đội của anh đã giết bao nhiêu đàn ông, phụ nữ và trẻ em?
Harris kể lại, Ohlendorf nhún vai và không hề chần chừ, trả lời:
"Chín chục nghìn!"
Ban đầu, Himmler và Heydrich tổ chức các Đội Đặc nhiệm để đi theo Quân đội Đức tiến vào Ba Lan năm 1939, và ở đây họ bắt giữ người Do Thái và đưa vào những khu biệt lập. Đến chiến dịch đánh Liên Xô, theo sự thỏa thuận với Quân đội Đức các Đội Đặc nhiệm đi theo để thực hiện bước đầu của "giải pháp cuối cùng." Bốn Đội Đặc nhiệm được thành lập cho mục đích này: A, B, C và D. Ohlendorf chỉ huy Đội D từ tháng 6 năm 1941 đến tháng 6 năm 1942, được giao phụ trách vùng cực nam của Ukraina.
Trước Tòa án Nürnberg, khi được hỏi đã nhận lệnh gì, Ohlendorf trả lời:
"Lệnh là phải loại trừ người Do Thái và chính ủy của Liên Xô."
"Và khi anh nói ‘loại trừ,’ có phải anh muốn nói ‘giết’?
"Vâng, tôi muốn nói giết." Và Ohlendorf giải thích đấy là gồm cả phụ nữ và trẻ em.
CHÁNH ÁN: Lý do nào mà cả trẻ em cũng bị tàn sát?
OHLENDORF: Lệnh ban ra là phải tiêu diệt hoàn toàn dân Do Thái.
CHÁNH ÁN: Ngay cả trẻ em?
OHLENDORF: Vâng.
CHÁNH ÁN: Có phải tất cả trẻ em đều bị giết?
OHLENDORF: Vâng.
Khi trả lời thêm câu hỏi và viết bản cung khai, Ohlendorf mô tả:
Đội Đặc nhiệm đi vào một làng hoặc thị trấn, ra lệnh cho công dân Do Thái có địa vị tập hợp tất cả người Do Thái cho mục đích "tái định cư." Họ được yêu cầu giao lại mọi món có giá trị, và trước khi hành quyết được lệnh giao lại quần áo mặc ngoài. Họ được chở bằng xe tải đến nơi hành quyết, thường thường là rãnh đào chống tăng – lúc nào cũng đủ số người phải hành quyết một lúc. Cách này là nhằm duy trì thời gian ngắn nhất từ lúc nạn nhân biết chuyện gì sẽ xảy ra với họ đến lúc thực hiện cuộc hành quyết.
Rồi đội hành quyết bắn họ, quỳ hoặc đứng, rồi ném xác họ xuống rãnh đào. Tôi không bao giờ cho phép bắn từng cá nhân, mà ra lệnh vài người bắn cùng lúc để tránh trách nhiệm cá nhân trực tiếp. Chỉ huy của các đội khác đòi nạn nhân nằm sấp xuống để bị bắn sau gáy. Tôi không chấp nhận phương pháp này.
"Tại sao?"
"Bởi vì, xét theo tâm lý học, đấy là gánh nặng mà cả nạn nhân và người thực hiện hành quyết không thể chịu đựng được."
không có ước tính số chính ủy của Liên Xô bị các Đội Đặc nhiệm hành quyết. Phần lớn các báo cáo của lực lượng SD gộp chung họ với người Do Thái. Trong báo cáo của Đội A đề ngày 15 tháng 10 năm 1941, có 3.387 "Cộng sản" trong tổng số 121.817 bị hành quyết, còn lại là người Do Thái.

## Cái chết của Heydrich
Reinhard Heydrich, Chỉ huy trưởng SD, gặp một cái chết bạo lực.
Vào buổi sáng 29 tháng 5 năm 1942, khi ông đi trên chiếc Mercedes thể thao mui trần từ ngôi biệt thự đồng quê để đến làm việc ở tòa lâu đài, một quả bom được ném vào xe ông, phá tan chiếc xe thành nhiều mảnh vụ và phá nát cột sống của ông. Hai thủ phạm là người Séc, Jan Kubis và Josef Gabeik, thuộc quân đội lưu vong Tiệp Khắc tại Anh, nhảy dù từ một máy bay của Không quân Hoàng gia Anh. Các tu sĩ của dòng Karl Borromaeus ở Praha che chở cho hai người ẩn thân.
Heydrich chết vì vết thương ngày 4 tháng 6, và Đức mở chiến dịch dã man để trả thù. Theo một báo cáo của Mật vụ, 1.331 người Séc bị xử tử lập tức. Lực lượng SS bao vây rồi hạ sát hai người ném bom cùng 120 chiến sĩ kháng chiến Séc lẩn trốn trong nhà thờ Karl Borromaeus. Vào ngày mưu sát, Göbbels ra lệnh bắt giữ 500 người Do Thái ở Ba Lan, và vào ngày Heydrich chết 152 người trong số này bị hành quyết để "trả đũa."
Nhưng trong số mọi hệ lụy từ cái chết của Heydrich, có lẽ thế giới văn minh sẽ nhớ lâu nhất đến ngôi làng nhỏ bé gần thị trấn hầm mỏ Kladno gần Praha. Một cuộc tàn sát dã man xảy ra ở ngôi làng nông thôn an bình này, chỉ dựa trên lý do duy nhất là ra bài học cho một dân tộc bị thôn tính đã dám lấy đi sinh mạng của một quan chức cai trị.
Buổi sáng 9 tháng 6 năm 1942, mười chiếc xe tải chở đầy nhân viên SD Đức dưới quyền chỉ huy của Đại úy Max Rostock đến bao vây ngôi làng. (Sau này Rostock bị xử tử.) Không ai được đi ra, tuy người nào ở đấy đã đi ra có thể trở vào. Một cậu bé 12 tuổi vì hoảng sợ cố chạy ra ngoài, bị bắn chết. Một phụ nữ nông dân chạy ra cánh đồng bên ngoài bị bắn chết. Tất cả đàn ông bị nhốt trong nhà kho, chuồng gia súc và tầng hầm của một nông dân tên Horak, cũng là xã trưởng.
Ngày kế, từ sáng sớm cho đến 4 giờ chiều, từng tốp 10 người bị dẫn ra khu vườn phía sau nhà kho, và bị Cảnh sát An ninh hành quyết. Tổng cộng có 172 đàn ông và trẻ trai bị bắn ở đây. Thêm 19 dân làng đang làm việc trong hầm mỏ Kladno sau đấy bị bố ráp và giải đến Praha.
Bảy phụ nữ bị đưa đến Praha để chịu hành quyết. Những phụ nữ sống trong ngôi làng, gồm 195 người, bị mang đến trại tập trung Ravensbrueck ở Đức, cuối cùng có bảy người vào phòng hơi ngạt, 3 "biến mất" và 42 chết vì bị đối xử tệ hại. Bốn phụ nữ Lidice đang mang thai được đưa đến bệnh viện phụ sản, các trẻ sơ sinh bị giết, rồi các bà mẹ được đưa trở lại Ravensbrueck.
Phải ghi nhận là người Đức không bắn trẻ em của Lidice, bây giờ có cha bị giết và mẹ bị vào tù. Chúng được đưa đến một trại tập trung tại Gneisenau. Tổng cộng có 90 trẻ, và trong số này 7 trẻ dưới một tuổi, được Quốc xã chọn sau khi các "chuyên gia chủng tộc" của Himmler xem xét, để được đưa đến Đức nuôi thành người Đức dưới tên họ Đức. Sau này, những đứa trẻ khác đều bị xử lý.
Chính phủ Tiệp Khắc trình cho Tòa án Nürnberg một báo cáo chính thức về vụ Lidice, kết luận: "Không có dấu vết gì của các trẻ."
Điều may là sau này có vài dấu vết được tìm ra. Vào mùa thu 1945, báo chí ở vùng được Đồng minh kiểm soát được các bà mẹ sống sót cậy đăng, kêu gọi dân Đức giúp thông báo tông tích của con cái họ. Có 17 trẻ được tìm ra và được đưa về cho các bà mẹ ở Tiệp Khắc.
Còn lại, ngôi làng Lidice bị xóa sạch. Sau khi đã hành quyết mọi đàn ông và giải đi tất cả phụ nữ và trẻ em, nhân viên SD đốt trụi ngôi làng, đặt chất nổ phá tan đống đổ nát rồi san phẳng.

## Xét xử cấp lãnh đạo SD
Ohlendorf cùng 23 bị cáo khác bị xét xử trước Tòa án Quân sự Mỹ. Mười bốn người bị án tử hình. Chỉ có Ohlendorf cùng 3 người khác bị xử tử tại nhà tù Landsberg – ngày 8 tháng 1 năm 1951, khoảng ba năm rưỡi sau khi tuyên án. Những tử tội khác được giảm án.
Đại úy Max Rostock chỉ huy vụ tàn sát ở ngôi làng Lidice cũng bị xử tử.